# Cathédrale de Faro
Pour les articles homonymes, voir Faro (homonymie).
La cathédrale de Faro est une cathédrale située à Faro, au Portugal. Elle domine le centre de la vieille ville.

## Description

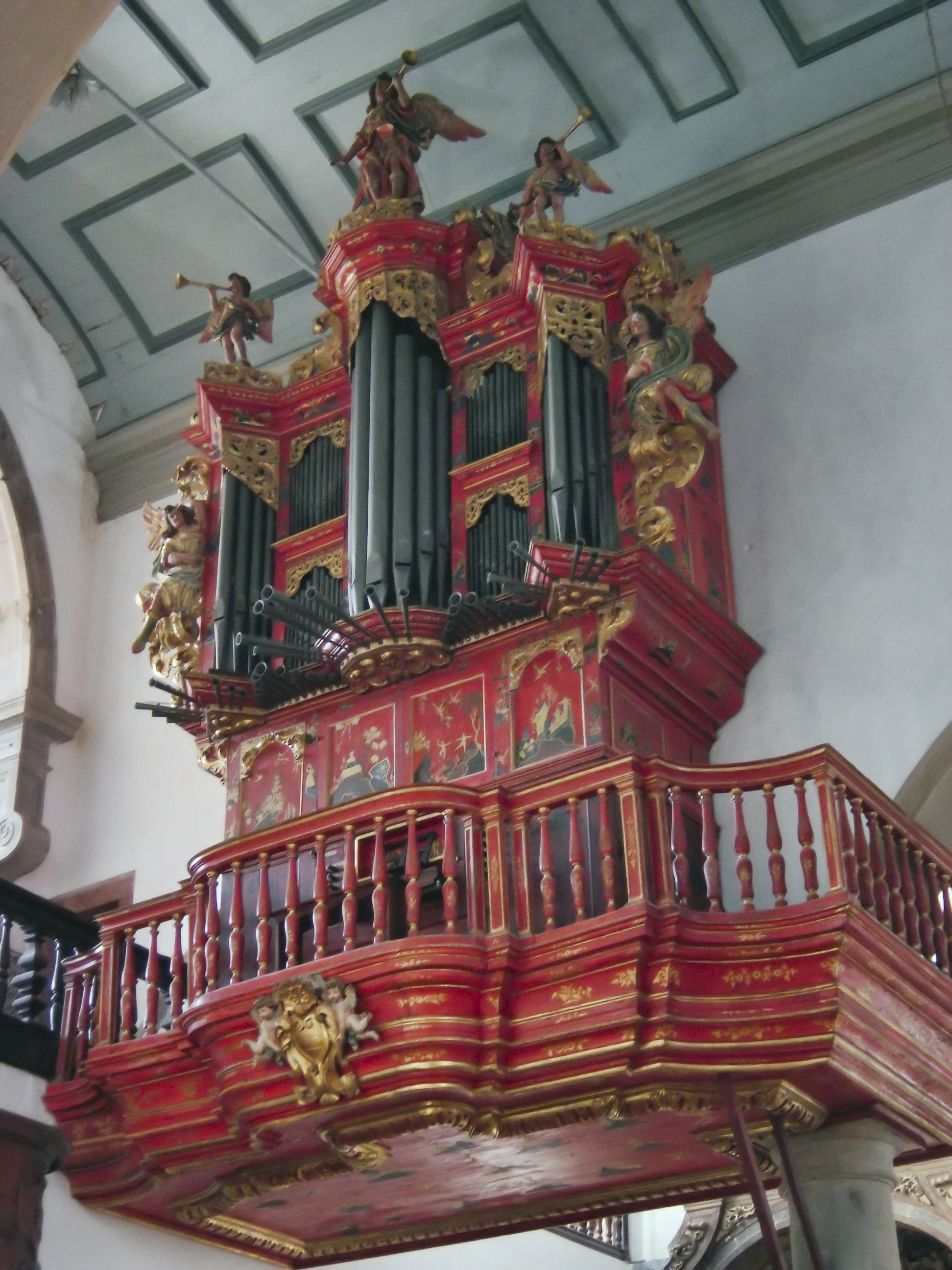
Orgue Schnitger.

De grandes parties de l'église à l'origine gothique ont été détruites dans le tremblement de terre de 1755 et plus tard reconstruites ; du bâtiment original seulement la tour et une fenêtre du sud restent. De façon générale, la cathédrale présente des éléments de gothique, de la Renaissance et du baroque.
La nef a trois bas-côtés séparés presque imperceptiblement les uns des autres par trois piliers minces. La Capela de Santo Lenho à la droite du chœur contient le tombeau d'António Pereira da Silva, évêque de l'Algarve de 1704 à 1715.
L'orgue est une œuvre du grand facteur allemand Arp Schnitger. Il est situé en tribune, sur le mur gauche de la nef près de l'entrée de l'édifice. 